# 長野千石劇場
長野千石劇場（ながのせんごくげきじょう）とは、長野県長野市南石堂町にある映画館。

## 概要
長野駅前の繁華街・千石街の小路に面する。市内の映画館が軒並み権堂町界隈に集まる中、現在唯一長野駅前に立地する映画館である。
1950年（昭和25年）に開館した千石劇場は、当時県内に80館ほどあった映画館の中で初めての鉄筋コンクリート造の建物であった。
当初は1スクリーンで2階席まである大劇場で、ハリウッド映画を専門に上映してきた。しかし現在では上映本数を増やすべく2階席を分離し3スクリーンとし、上映作品も長野東映の閉館により東映作品を上映するようになった。
イトーヨーカドー長野店5階にあったミニシアター「シネマポイント」も千石劇場が運営していた。（イトーヨーカドー長野店およびシネマポイントは2020年（令和2年）閉店。）

### 沿革
- 1950年（昭和25年）12月16日 - 開館。こけら落としとして日劇ダンシングチームが来館し、ショーを行った。
- 1988年（昭和63年） - ミニシアター「千石小劇場」（後のシアター3）を新設。
- 1998年（平成10年） - イトーヨーカドー長野店（権堂町）5階にミニシアター「シネマポイント」が開館し、千石劇場が運営を請け負う。
- 1999年（平成11年） - 2階席を分離し、3スクリーンとなる。
- 2006年（平成18年）8月 - 長野東映（権堂町）の閉館に伴い、東映作品の上映を引き継ぐ。

## スクリーン

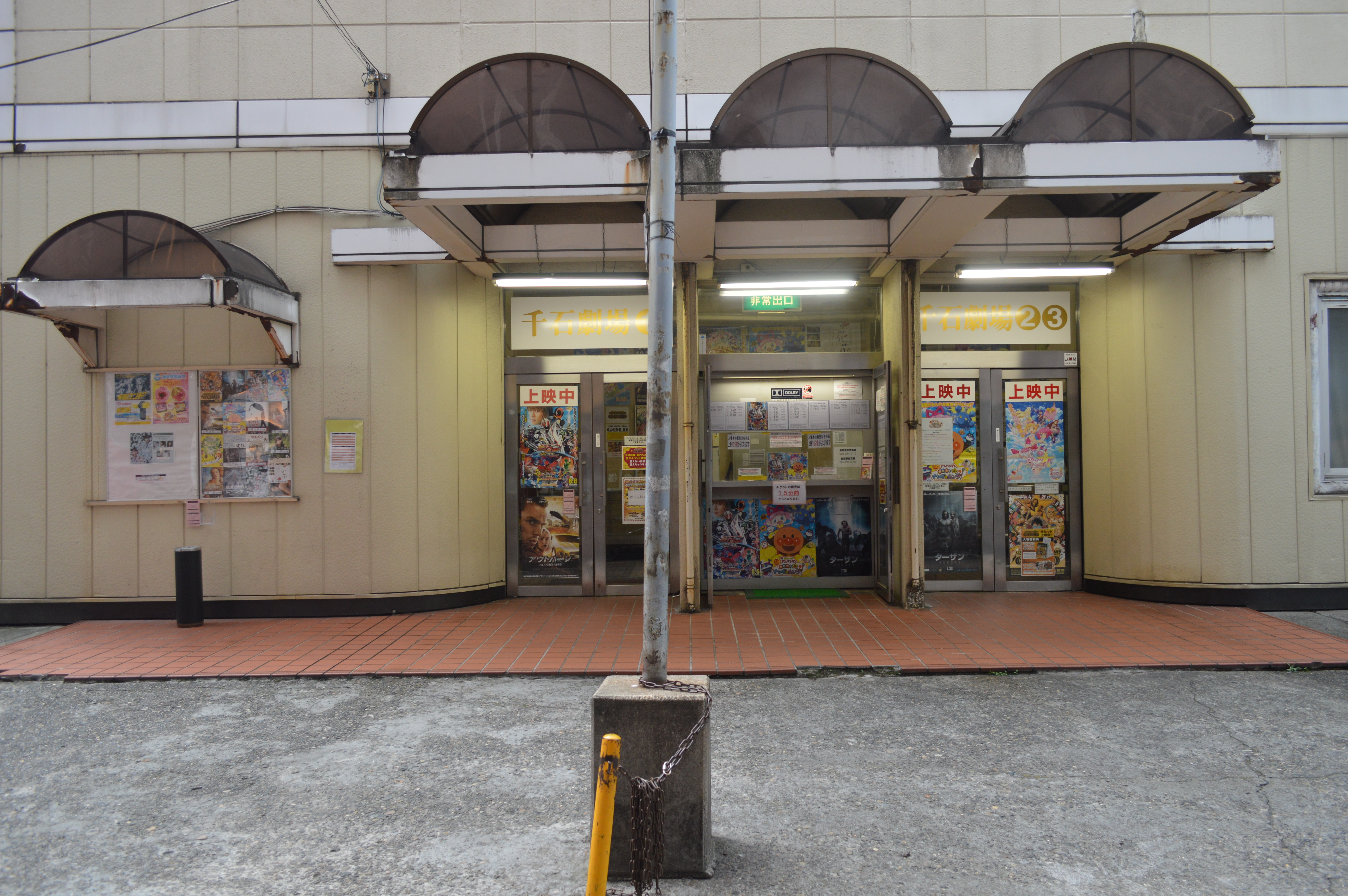
入口

3スクリーンがあり、総座席数は340席。
| スクリーン | 客席  | 特徴 |
| ---------- | ----- | --- |
| シアター1  | 200席 | 常に洋画と、前評判の高い邦画を上映。 ドルビーデジタル対応。                                               |
| シアター2  | 100席 | やや特徴のある邦画・洋画を上映。                                                                          |
| シアター3  | 40席  | 1988年に「千石小劇場」としてスタート。 規模の小ささからか、主にミニシアター向きの作品を多く上映している。 |

## アクセス
- JR・長野電鉄・しなの鉄道「長野駅」から徒歩3分
  - 土休日等は長野電鉄の割引きっぷ「ながでんシネマきっぷ」[2]が利用できる。